# Aeropuerto de Amberes-Deurne
El Aeropuerto de Amberes-Deurne (IATA: ANR, OACI: EBAW) se encuentra a 2 km de la ciudad de Amberes, Bélgica. Tiene un hangar de mantenimiento de VLM Airlines. En 2005 atendió a 105.937 pasajeros (solo se cuentan: vuelos Regulares, vuelos de Negocios y vuelos Chárter). En 2006, el aeropuerto atendió a 147.849 pasajeros.
Debido a la escasa longitud de pista (menos de 1500 metros), es imposible la operación de grandes aviones en el aeropuerto. Esto limita el crecimiento de pasajeros del aeropuerto y provoca fuertes restricciones de pista; y es por ello, que ya se está trazando un plan para ampliar la pista hacia Borsbeek.

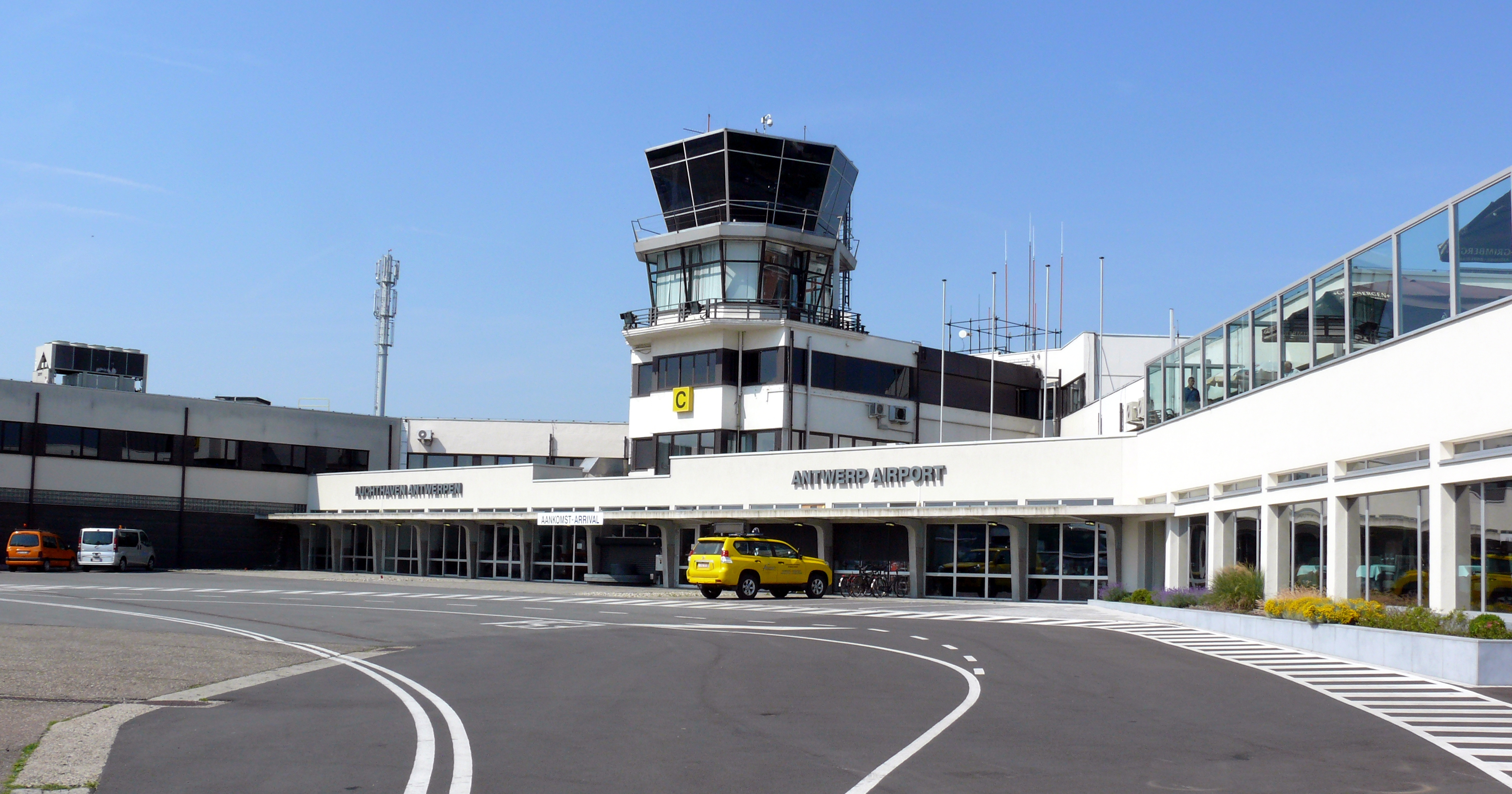
Terminal de llegadas

## Aerolíneas y destinos

### Destinos internacionales
| Ciudades          | Nombre del aeropuerto                                   | Aerolíneas                   |
| Asia              | Asia                                                    | Asia                         |
| ----------------- | ------------------------------------------------------- | ---------------------------- |
| Turquía           |                                                         |                              |
| Antalya           | Aeropuerto de Antalya                                   | TUI fly Belgium (estacional) |
| Europa            |                                                         |                              |
| Austria           |                                                         |                              |
| Innsbruck         | Aeropuerto de Innsbruck                                 | TUI fly Belgium (estacional) |
| España            |                                                         |                              |
| Alicante          | Aeropuerto de Alicante-Elche                            | TUI fly Belgium              |
| Gran Canaria      | Aeropuerto de Gran Canaria                              | TUI fly Belgium (estacional) |
| Ibiza             | Aeropuerto de Ibiza                                     | TUI fly Belgium (estacional) |
| Málaga            | Aeropuerto de Málaga-Costa del Sol                      | TUI fly Belgium              |
| Murcia            | Aeropuerto Internacional de la Región de Murcia         | TUI fly Belgium (estacional) |
| Palma de Mallorca | Aeropuerto de Palma de Mallorca                         | TUI fly Belgium (estacional) |
| Tenerife          | Aeropuerto de Tenerife Sur                              | TUI fly Belgium              |
| Grecia            |                                                         |                              |
| Heraclión         | Aeropuerto Internacional de Heraclión Nikos Kazantzakis | TUI fly Belgium (estacional) |
| Italia            |                                                         |                              |
| Bolzano           | Aeropuerto de Bolzano                                   | SkyAlps (estacional)         |